# Lorenzo Sonego
Lorenzo Sonego (* 11. Mai 1995 in Turin) ist ein italienischer Tennisspieler.

## Karriere
Sonego spielte zunächst von 2013 bis 2015 auf der Future Tour. Erstmals fürs Hauptfeld eines Future-Turniers qualifizieren konnte er sich im Juli 2014, seine ersten beiden Matches gewann er einen Monat später. 2015 gewann er je zwei Titel im Einzel und im Doppel auf der Future-Tour. Erstmals im Hauptfeld eines Challenger-Turniers stand er per Wildcard im Mai 2015, wo er direkt sein erstes Match gewinnen konnte. 2016 spielte er nur auf der ATP Challenger Tour, wo er einmal das Halbfinale eines Turniers erreichte, und trat außerdem bei drei ATP-Turnieren an. Zweimal scheiterte er in der Qualifikation, beim Masters in Rom kam er durch eine Wildcard zu seinem Debüt auf der ATP World Tour. Er traf auf den Portugiesen João Sousa, gegen den er in drei Sätzen verlor. 2017 spielte Sonego sowohl auf der Future- als auch auf der Challenger-Tour. Innerhalb von etwas mehr als einem Monat erreichte er im Herbst 2017 fünf Einzel-Finals in Folge – drei bei Future- und zwei bei Challenger-Turnieren. Anfang Oktober gewann er zunächst sein drittes Future-Turnier; zwei Wochen später errang er seinen ersten Titel auf der ATP Challenger Tour in St. Ulrich in Gröden. Außerdem gewann er in diesem Jahr einen Challenger-Titel im Doppel. 2018 war Sonego erstmals bei allen vier Grand-Slam-Turnieren am Start, wo er bei den Australian Open und den US Open jeweils die zweite Runde erreichte. Nach seinem Titelgewinn beim Challenger-Turnier von Genua im September schaffte Sonego mit dem 90. Rang zum ersten Mal den Sprung in die Top 100 der Weltrangliste.
2019 gelangen Sonego einige gute Ergebnisse bei ATP-Turnieren. In Monte-Carlo kam er erstmals bei einem Masters-Turnier ins Viertelfinale, in Kitzbühel erreichte er das Halbfinale des dortigen ATP-250-Turniers. Sein größter Erfolg war der Turniersieg Ende Juni in Antalya, wo er gegen drei gesetzte Spieler erfolgreich war und das Finale nach verlorenem ersten Satz noch gegen Miomir Kecmanović gewann. Damit konnte er sich erstmals in den Top 50 platzieren. Im September konnte er außerdem seinen Challenger-Titel in Genua verteidigen. An die Erfolge des bisherigen Jahres konnte er danach jedoch nicht anknüpfen. Zwischen Oktober 2019 und September 2020 konnte er bei 15 gespielten Turnieren nur drei Matches gewinnen und scheiterte 13 Mal in der ersten Runde. Erfolgreicher waren die in den Herbst verlegten French Open, wo er erstmals bei einem Grand-Slam-Turnier bis ins Achtelfinale kam und erst gegen Diego Schwartzman ausschied. Sein größter Erfolg war das ATP-500-Turnier in Wien, wo er bis ins Finale kam. Als Lucky Loser bezwang er im Viertelfinale den Weltranglistenersten Novak Đoković mit 6:2 und 6:1, nach einem Halbfinalsieg gegen Daniel Evans verlor er dann in zwei Sätzen gegen Andrei Rubljow.

## Erfolge
| Legende (Anzahl der Siege) |
| Grand Slam                 |
| ATP Tour Finals            |
| ATP Tour Masters 1000      |
| ATP Tour 500               |
| ATP Tour 250 (6)           |
| ATP Challenger Tour (4)    |

| ATP-Titel nach Belag |
| Hartplatz (2)        |
| Sand (3)             |
| Rasen (1)            |

### Einzel

#### Turniersiege

##### ATP Tour
| Nr. | Datum              | Turnier       | Belag         | Finalgegner       | Ergebnis        |
| --- | ------------------ | ------------- | ------------- | ----------------- | --------------- |
| 1.  | 29. Juni 2019      | Antalya       | Rasen         | Miomir Kecmanović | 6:75, 7:65, 6:1 |
| 2.  | 11. April 2021     | Cagliari      | Sand          | Laslo Đere        | 2:6, 7:65, 6:4  |
| 3.  | 25. September 2022 | Metz          | Hartplatz (i) | Alexander Bublik  | 7:63, 6:2       |
| 4.  | 24. August 2024    | Winston-Salem | Hartplatz     | Alex Michelsen    | 6:0, 6:3        |

##### ATP Challenger Tour
| Nr. | Datum             | Turnier              | Belag         | Finalgegner                 | Ergebnis       |
| --- | ----------------- | -------------------- | ------------- | --------------------------- | -------------- |
| 1.  | 15. Oktober 2017  | St. Ulrich in Gröden | Hartplatz (i) | Tim Pütz                    | 6:4, 6:4       |
| 2.  | 9. September 2018 | Genua (1)            | Sand          | Dustin Brown                | 6:2, 6:1       |
| 3.  | 8. September 2019 | Genua (2)            | Sand          | Alejandro Davidovich Fokina | 6:2, 4:6, 7:66 |

#### Finalteilnahmen
| Nr. | Datum            | Turnier    | Belag         | Finalgegner    | Ergebnis       |
| --- | ---------------- | ---------- | ------------- | -------------- | -------------- |
| 1.  | 1. November 2020 | Wien       | Hartplatz (i) | Andrei Rubljow | 4:6, 4:6       |
| 2.  | 26. Juni 2021    | Eastbourne | Rasen         | Alex de Minaur | 6:4, 4:6, 6:75 |

### Doppel

#### Turniersiege

##### ATP Tour
| Nr. | Datum          | Turnier   | Belag | Partner          | Finalgegner                   | Ergebnis         |
| --- | -------------- | --------- | ----- | ---------------- | ----------------------------- | ---------------- |
| 1.  | 10. April 2021 | Cagliari  | Sand  | Andrea Vavassori | Simone Bolelli Andrés Molteni | 6:3, 6:4         |
| 2.  | 30. Juli 2022  | Kitzbühel | Sand  | Pedro Martínez   | Tim Pütz Michael Venus        | 5:7, 6:4, [10:8] |

##### ATP Challenger Tour
| Nr. | Datum             | Turnier | Belag       | Partner          | Finalgegner                | Ergebnis         |
| --- | ----------------- | ------- | ----------- | ---------------- | -------------------------- | ---------------- |
| 1.  | 25. November 2017 | Andria  | Teppich (i) | Andrea Vavassori | Sander Arends Sander Gillé | 6:3, 3:6, [10:7] |

#### Finalteilnahmen
| Nr. | Datum            | Turnier | Belag     | Partner         | Finalgegner                | Ergebnis          |
| --- | ---------------- | ------- | --------- | --------------- | -------------------------- | ----------------- |
| 1.  | 24. Februar 2024 | Doha    | Hartplatz | Lorenzo Musetti | Jamie Murray Michael Venus | 6:70, 6:2, [8:10] |

## Abschneiden bei Grand-Slam-Turnieren

### Einzel
| Turnier         | 2018 | 2019 | 2020 | 2021 | 2022 | 2023 | 2024 | 2025 | Karriere |
| --------------- | ---- | ---- | ---- | ---- | ---- | ---- | ---- | ---- | -------- |
| Australian Open | 2    | Q3   | 1    | 2    | 3    | 2    | 2    | VF   | VF       |
| French Open     | Q2   | 1    | AF   | 1    | 3    | AF   | 2    | 1    | AF       |
| Wimbledon       | 1    | 1    |      | AF   | 3    | 1    | 2    | AF   | AF       |
| US Open         | 2    | 2    | 1    | 1    | 1    | 2    | 1    |      | 2        |

### Doppel
| Turnier         | 2019 | 2020 | 2021 | 2022 | 2023 | 2024 | Karriere |
| --------------- | ---- | ---- | ---- | ---- | ---- | ---- | -------- |
| Australian Open | —    | 1    | 2    | —    | —    | —    | 2        |
| French Open     | 2    | 1    | 1    | 2    | —    | —    | 2        |
| Wimbledon       | 1    |      | —    | —    | —    | 1    | 1        |
| US Open         | —    | —    | —    | AF   | —    | —    | AF       |

Zeichenerklärung: S = Turniersieg; F, HF, VF, AF = Einzug ins Finale / Halbfinale / Viertelfinale / Achtelfinale; 1, 2, 3 = Ausscheiden in der 1. / 2. / 3. Hauptrunde; Q1, Q2, Q3 = Ausscheiden in der 1. / 2. / 3. Qualifikationsrunde; nicht ausgetragen